# اچ‌ام‌اس کوراکوا (۱۸۷۸)
اچ‌ام‌اس کوراکوا (۱۸۷۸) (به انگلیسی: HMS Curacoa (1878)) یک کشتی بود. این کشتی در سال ۱۸۷۸ ساخته شد.